# Projektør
En projektør eller lyskaster er et apparat med reflektorer, der kan skabe en kraftig lysstråle kaldet et søgelys bestående af næsten parallelle stråler, der kan rettes i en bestemt retning. En projektør er i reglen lavet, så den kan drejes i alle retninger.
Militærets brug af søgelys begyndte i slutningen af 1800-tallet, da slagskibe og andre store fartøjer blev udstyret med projektører, så de kunne finde små angribende torpedobåde. De blev anvendt i den Russisk-japanske krig i 1904-1905. Der blev også installeret projektører på mange kystartilleribatterier for at hjælpe om natten.

## Under 1. Verdenskrig
Projektører blev først anvendt i 1. Verdenskrig til at skabe "kunstigt månelys" til at forbedre mulighederne for natangreb, en praksis som blev fortsat under 2. Verdenskrig. Kunstigt månelys blev opfundet af historikeren og panserkrigsteoretikeren J.F.C. Fuller.

## Under 2. Verdenskrig
Projektører blev anvendt i udstrakt grad ved forsvar mod natlige luftangreb under 2. Verdenskrig. Projektører parvis placeret i en kendt afstand fra hinanden blev brugt til ved triangulering at beregne, hvor højt oppe bombefly var, så brændrørene på flakgranaterne kunne indstilles korrekt. Hertil kom, at søgelysene kunne blænde bombeflyverne, som brugte optiske bombesigter. 
Projektører blev lejlighedsvis anvendt taktisk ved landslag. En berømt lejlighed var den Røde Hærs anvendelse af projektører under slaget om Berlin i april 1945. 143 søgelys blev rettet mod de tyske stillinger hen over Neisse floden med det formål midlertidigt at blænde dem under en sovjetisk offensiv. Imidlertid spredte morgentågen lyset, og de angribende styrker kom til at stå i silhuet. Det gjorde dem klart synlige for tyskerne. De sovjetiske styrker led derfor store tab og måtte udskyde deres invasion af byen. 
Projektører fra 2. Verdenskrig omfatter modeller fremstillet af General Electric og Sperry Corporation. De havde i de fleste tilfælde en 60" (152,4 cm) diameter med rhodiumbeklædte parabolske spejle, som reflekterede lyset fra en kulbuelampe. Den højeste effekt var 800.000.000 candela. Det blev drevet af et 15 kW generator og havde en effektiv rækkevidde på mellem 45 og 56 km i klart tørt vejr.

## Civilt brug
I dag bruges projektører bl.a. ved reklame. Nogle steder bruger f.eks. bilforhandlere projektører, så man på stor afstand kan se, at her er en bilforretning. Tidligere var det almindeligt at bruge projektører ved filmpremierer. Det fleste kender det fra den lille tegnefilm, der indleder film fra 20th Century Fox, hvor man ser søgelys feje hen over himmelen. 